# Benzylthiouracil
Benzylthiouracil (BTU) là một chế phẩm antithyroid. Nó là một thioamide, liên quan chặt chẽ với propylthiouracil.

## Tác dụng phụ
Benzylthiouracil có liên quan đến các tác dụng phụ nghiêm trọng, đáng chú ý là viêm mạch máu và viêm cầu thận do ANCA sau đó, cũng như các báo cáo cô lập về tổn thương phổi.